# What's Up
What's Up var ett svenskt pojkband som först bestod av Johan Yngvesson, Ludwig Keijser, Robin Stjernberg och Eric Saade. Efter att Saade lämnat bandet för solokarriären ersattes han av Johannes Magnusson. Efter att även Stjernberg lämnat bandet för solokarriären har bandet inte varit aktuellt sedan senaste utsläppta singeln från 2010.
Både Stjernberg och Saade har kommit långt inom solokarriären, bl.a. inom Eurovision Song Contest där Saade fick representera Sverige 2011 och Stjernberg 2013.
År 2014 deltog även Ludwig Keijser i Idol och tog sig vidare till slutaudition.
Även Stjernberg deltog i Idol 2011 och slutade som 2:a i finalen

## Historia
Bandet bildades 2007 efter uttagningar arrangerade av skivbolaget Plugged Music. Uttagningarna skedde efter att Eric Saade hade vunnit ett skivkontrakt på en talangtävling i Stockholm 2006. Skivbolaget kom fram till att Saade passade bättre i pojkband än i solokarriär. Johan Yngvesson, Ludwig Keijser, och Robin Stjernberg var de som valdes ut att bilda gruppen What's Up.
Deras första singel och album kom ut 2007. Bandet har tillsammans med Vendela Palmgren spelat in soundtracket till filmen Camp Rock, där de även spelar de svenska rösterna.
I februari 2009 sade de upp sin manager Tomas Lingman, och den 26 februari gick What's Up ut med att Eric Saade lämnade bandet eftersom han inte accepterade avskedandet av Lingman och ville fortsätta arbeta med denne. Den 30 november 2009 blev det officiellt att bandet fått en ny medlem, Johannes Magnusson.

## Diskografi

### Album
- In Pose (2007)
- We Are What's Up (2012)

### Singlar
- Go Girl! (2007)
- If I Told You Once (2008)
- Walk In Walkt Out (2010)

### My Camp Rocksoundtrack - svensk version
- Här Är Jag (This Is Me) med Vendela Palmgren (2008)